# Alfred-Charles Weber
Pour les articles homonymes, voir Weber.
Alfred-Charles Weber est un peintre de genre, scènes de chasse, portraits de cardinaux, né à Paris le 20 avril 1862 et mort à Paris, le 11 décembre 1922.

## Biographie
Élève de Soyer et Cormon, il expose aux Salons des Artistes Français à partir de 1881. Membre en 1905.[Quoi ?]
Œuvres au Musée du Havre : 
- Portrait de mon frère

Connu surtout pour ses portraits de cardinaux en bons vivants.

## Ventes
Vente à Paris en 1945-46 :
- Cardinal dans son intérieur :6000 frs ,

décembre 1953 : 
- les favoris de Monseigneur, (aquarelle), 25.000 Frs.

## Source
- « WEBER, Alfred Charles », dans Dictionnaire Bénézit, 2006 (lire en ligne)